# Ruben Beloki Iribarren
Ruben Beloki Iribarren (Burlada (Navarra) 1974), més conegut com a Beloki, és un jugador professional de pilota basca a mà, en la posició de rest, amb contracte amb l'empresa Asegarce.
Atés que son germà Alberto també és un jugador professional, Ruben duu l'ordinal, Beloki I.
Va debutar en agost de 1992 al Frontó Anoeta de sant Sebastià, quan tot just havia guanyat la medalla d'or en les demostracions de pilota basca dels Jocs Olímpics de Barcelona.

## Palmarés
- Campió del Manomanista, 1995, 1998, 1999 i 2001
- Subcampió del Manomanista, 2000 i 2002
- Campió per parelles, 1996 i 2003
- Subcampió per parelles, 1994, 1999, 2001, 2005 i 2007